# Vilhelmina socken
Vilhelmina socken ligger i Lappland och utgör sedan 1971 Vilhelmina kommun och från 2016 Vilhelmina distrikt.
Socknens areal är 8 695,16 kvadratkilometer, varav 8 074,52 land. År 2000 fanns här 8 006 invånare.  Tätorten och kyrkbyn Vilhelmina med sockenkyrkan Vilhelmina kyrka ligger i socknen. 

## Administrativ historik
Vilhelmina församling bildades 26 april 1783 som ett kapellag i Åsele församling som 7 maj 1799 blev annexförsamling. Namnet var till 16 juni 1804  Volgsjö socken.
När 1862 års kommunreform genomfördes i Lappland 1874/1875 övergick socknens ansvar för de kyrkliga frågorna till Vilhelmina församling och för de borgerliga frågorna bildades Vilhelmina landskommun. Ur landskommunen bröts 1947 ut Vilhelmina köping i vilken resten landskommunen sedan 1965 inkorporerades i, dock med bibehållande av jordregistersocknen. Området ingår sedan 1971 i Vilhelmina kommun.
1 januari 2016 inrättades distriktet Vilhelmina, med samma omfattning som socknen, församlingen och kommunen.
Socknen har tillhört fögderier, tingslag och domsagor enligt vad som beskrivs i artikeln Lappland.

## Geografi
Vilhelmina socken ligger kring Ångermanälven och Vojmån samt sjöarna Malgomaj och Volgsjön. Socknen är utanför vattendragen och sjöarna en höglänt skogsbygd med högfjäll i väster med höjder som i Fjällfjället når 1 280 meter över havet.
I väster finns Stekenjokk där vildmarksvägen leder söderut genom fjällen till Gäddede i Frostvikens socken.

## Fornlämningar
Omkring 540 boplatser från stenåldern några med skärvstensvallar innehållande föremål även från järnåldern. Cirka 600 fångstgropar har påträffats.

## Namnet
Namnet kommer från drottning Fredrika Dorotea Vilhelmina, Gustav IV Adolfs gemål. Det tidigare namnet Volgsjö kom från sjön vars namn är en försvenskning av det samiska Vualtjere som har förleden vuelkedh', 'fara, avresa' syftande på samerna vårflyttning, efterleden är jaevrie, sjöa'.

## Befolkningsutveckling
| Befolkningsutvecklingen i Vilhelmina socken 1810–1990                                                    | Befolkningsutvecklingen i Vilhelmina socken 1810–1990 | Befolkningsutvecklingen i Vilhelmina socken 1810–1990 | Befolkningsutvecklingen i Vilhelmina socken 1810–1990 | Befolkningsutvecklingen i Vilhelmina socken 1810–1990 |
| --- | ----------------------------------------------------- | ----------------------------------------------------- | ----------------------------------------------------- | ----------------------------------------------------- |
| |                                                       |                                                       |                                                       |                                                       |
| År |                                                       |                                                       | Folkmängd                                             |                                                       |
| 1810 | 1810                                                  |                                                       | 854                                                   |                                                       |
| 1820 | 1820                                                  |                                                       | 1 122                                                 |                                                       |
| 1830 | 1830                                                  |                                                       | 1 465                                                 |                                                       |
| 1840 | 1840                                                  |                                                       | 1 759                                                 |                                                       |
| 1850 | 1850                                                  |                                                       | 2 454                                                 |                                                       |
| 1860 | 1860                                                  |                                                       | 3 184                                                 |                                                       |
| 1870 | 1870                                                  |                                                       | 3 662                                                 |                                                       |
| 1880 | 1880                                                  |                                                       | 4 660                                                 |                                                       |
| 1890 | 1890                                                  |                                                       | 5 419                                                 |                                                       |
| 1900 | 1900                                                  |                                                       | 6 578                                                 |                                                       |
| 1910 | 1910                                                  |                                                       | 7 368                                                 |                                                       |
| 1920 | 1920                                                  |                                                       | 9 405                                                 |                                                       |
| 1930 | 1930                                                  |                                                       | 10 210                                                |                                                       |
| 1940 | 1940                                                  |                                                       | 10 897                                                |                                                       |
| 1950 | 1950                                                  |                                                       | 10 894                                                |                                                       |
| 1960 | 1960                                                  |                                                       | 11 311                                                |                                                       |
| 1970 | 1970                                                  |                                                       | 8 657                                                 |                                                       |
| 1980 | 1980                                                  |                                                       | 8 681                                                 |                                                       |
| 1990 | 1990                                                  |                                                       | 8 509                                                 |                                                       |
| Anm: Källor: Umeå universitet - Tabellverket 1749-1859, Demografiska databasen, CEDAR, Umeå universitet. |                                                       |                                                       |                                                       |                                                       |